# Vegetarian Society
La Vegetarian Society è la più antica organizzazione vegetariana al mondo, fondata il 30 settembre 1847 a Ramsgate, nel Kent. Fu proprio essa a dare diffusione, per la prima volta, al termine inglese «vegetarian».
Alla sua prima assemblea annuale, tenutasi a Manchester, la società contava già 478 membri, e negli anni cinquanta dell'Ottocento il movimento si ampliò ulteriormente, creando una rete di sezioni.
Il Mahatma Gandhi, giunto a Londra all'età di vent'anni per studiare legge, entrò presto in contatto con i membri della Vegetarian Society, di cui divenne prima socio e poi dirigente.
Il 1º novembre 1944 Donald Watson ed Elsie Shrigley provocarono una scissione nel movimento, con la fondazione della Vegan Society, dopo che la Vegetarian Society non aveva accettato la proposta di escludere i latticini dai prodotti considerati vegetariani.